# Naif Al-Hadhrami
Naif Al-Hadhrami (ur. 18 lipca 2001 w Ar-Rajjan) – katarski piłkarz, występujący na pozycji pomocnika w katarskim klubie Ar-Rajjan SC. Jednokrotny reprezentant Kataru. Uczestnik Mistrzostw Świata 2022 (na których nie zagrał ani minuty).

## Statystyki

### Klubowe
Na podstawie:
| Klub         | Sezonów | Liga               | Liga  | Liga   | Puchar krajowy | Puchar krajowy | Kontynentalne | Kontynentalne | Suma  | Suma   |
| Klub         | Sezonów | Liga               | Mecze | Bramki | Mecze          | Bramki         | Mecze         | Bramki        | Mecze | Bramki |
| ------------ | ------- | ------------------ | ----- | ------ | -------------- | -------------- | ------------- | ------------- | ----- | ------ |
| Ar-Rajjan SC | 5       | Qatar Stars League | 42    | 2      | 10             | 1              | 7             | 1             | 59    | 4      |
|              | Łącznie | Łącznie            | 42    | 2      | 10             | 1              | 7             | 1             | 59    | 4      |

### Reprezentacyjne
Na podstawie:
| Występy w reprezentacji | Występy w reprezentacji | Występy w reprezentacji | Występy w reprezentacji | Występy w reprezentacji | Występy w reprezentacji | Występy w reprezentacji | Występy w reprezentacji | Występy w reprezentacji |
| Lp.                     | Data                    | Miasto                  | Przeciwnik              | Wynik                   | Czas                    | Gole                    | Inne                    | Rozgrywki               |
| ----------------------- | ----------------------- | ----------------------- | ----------------------- | ----------------------- | ----------------------- | ----------------------- | ----------------------- | ----------------------- |
| 1.                      | 29.03.2022              | Doha                    | Słowenia                | 0:0                     | 1'–61'                  |                         |                         | mecz towarzyski         |

## Sukcesy
Na podstawie:

### Klubowe
Brak ważniejszych osiągnięć.